# Dolicheremaeus indicus
Dolicheremaeus indicus är en kvalsterart som beskrevs av Haq 1978. Dolicheremaeus indicus ingår i släktet Dolicheremaeus och familjen Tetracondylidae. Inga underarter finns listade i Catalogue of Life.